# Fontaine Napoléon (Gex)
Pour les articles homonymes, voir Fontaine Napoléon.
La fontaine Napoléon est une fontaine qui se situe en France, sur le territoire de Gex dans le département de l'Ain, en contrebas du col de la Faucille.

## Présentation
La fontaine Napoléon se trouve à 1 047 mètres d'altitude. Elle se trouve sur la montée depuis Gex du Col de la Faucille dans un des nombreux virages qui composent la route. Elle doit son nom au fait que la route fut construite au moment où Napoléon commença son règne sur l'Empire en 1805.
L'eau de la fontaine Napoléon a été analysée en septembre 2016, et pour une eau destinée à la consommation humaine et pour les paramètres analysés, a été déclarée conforme aux limites de qualité et satisfaisant aux références de qualité définies dans le Code de la santé publique.